# EscapeMagazine.pl
Wydawnictwo EscapeMagazine.pl – polskie wydawnictwo z siedzibą w Toruniu.

## Historia
Wydawnictwo zostało założone w 2001 roku i było pierwszym w Polsce wydawnictwem książek elektronicznych.
Od 2008 roku wydawnictwo wydaje poradniki dotyczące zdrowia (m.in. poradniki dla pacjentów, diety w chorobach, nurty kulinarne) oraz zainteresowań (m.in. florystyka, odlewnictwo).  

## Działalność w latach 2001–2005
Wydawnictwo zostało założone w 2001 roku jako e-zin „Escape”. Pierwszy numer e-miesięcznika, w formie HTML spakowanego do formatu ZIP, ukazał się 15 marca 2001 roku. Jesienią 2001 roku doszło do fuzji z innymi, mniejszymi e-zinami i od dziewiątego numeru magazyn nosił nazwę „ESCAPE Magazine”.
Z powodu szybkiego rozwoju i pozycji, jaką zyskał na rynku, 1 lutego 2002 roku działalność rozpoczęło wydawnictwo „ESCAPE”, które formalnie zostało wydawcą e-pisma „ESCAPE Magazine”. E-zin jako jeden z pierwszych na rynku został zarejestrowany w Bibliotece Narodowej i otrzymał ISSN. Każdy numer ukazywał się co miesiąc na płytach dołączonych do czasopism komputerowych (m.in. Magazyn INTERNET, CHIP, ENTER) oraz rozsyłany był do kilkunastu tysięcy prenumeratorów (wysyłano odnośnik do pobrania paczki ZIP).
W 2002 roku wydawnictwo wydało pierwszy e-book „e-Prasa” oraz „Podpisy cyfrowe”, a rok później „Dane i Bezpieczeństwo”. Łącznie wydano kilkanaście e-booków.
Na początku 2003 roku e-zin został podzielony na magazyny tematyczne: 
- Świat Gier (recenzje i zapowiedzi gier na platformę PC, terminy premier, nowości),
- Komputer (skierowany do programistów; zawiera kursy języków programowania, opisy programów, testy sprzętu komputerowego),
- Internet (opis interesujących stron internetowych, publicystyka dotycząca problemu marketingu i promocji stron w sieci, poddział „Webmaster” skierowany do czytelników posiadających własne strony w Internecie),
- Poza Klawiaturą (publicystyka, felietony, wywiady).

i zmienił formę dystrybucji na newsletter.
Po kilkunastu numerach zawieszono wydawanie e-zinów, a firma skupiła się na wydawaniu e-booków edukacyjnych na CD-ROM-ach.
W 2004 roku działalność wydawnictwa została całkowicie zawieszona.

## Działalność w latach 2005–2008
W latach 2005–2008 nazwa („Escape Magazine”) oraz domena („escapemag.pl”) została przekazana w użytkowanie dwóm studentkom z Torunia (w ramach inkubatora przedsiębiorczości, prowadzonego przez poprzedniego właściciela). Pod dotychczasową nazwą i adresem WWW studentki rozpoczęły zupełnie nową działalność wydawniczą o tematyce literackiej oraz hobbystycznej.

## Działalność od 2008 roku
W listopadzie 2008 roku dotychczasowa nazwa oraz domena zostały sprzedane przedsiębiorstwu z Torunia (założonemu przez jedną ze studentek). Przedsiębiorstwo zmieniła nazwę wydawnictwa na „EscapeMagazine.pl” i kontynuowała działalność wydawniczą z lat 2005–2008, pozostawiając część oferty wydawniczej.
Od 2008 roku wydawnictwo wydaje poradniki dotyczące zdrowia (m.in. poradniki dla pacjentów, diety w chorobach, nurty kulinarne) oraz zainteresowań (m.in. florystyka, odlewnictwo) w formie papierowej i elektronicznej.

## Popularne serie wydawnicze
- Poradnik dla Pacjenta
- Przepisy wegetariańskie
- Pięć Przemian